# SS Constitution
El SS Constitution fue un transatlántico estadounidense propiedad de la naviera estadounidense American Export Lines. Puesto en servicio en 1951, comenzó su larga carrera realizando la ruta a Europa entre Nueva York-Algeciras-Génova-Nápoles. El Constitution era el buque hermano del SS Independence.

## Carrera

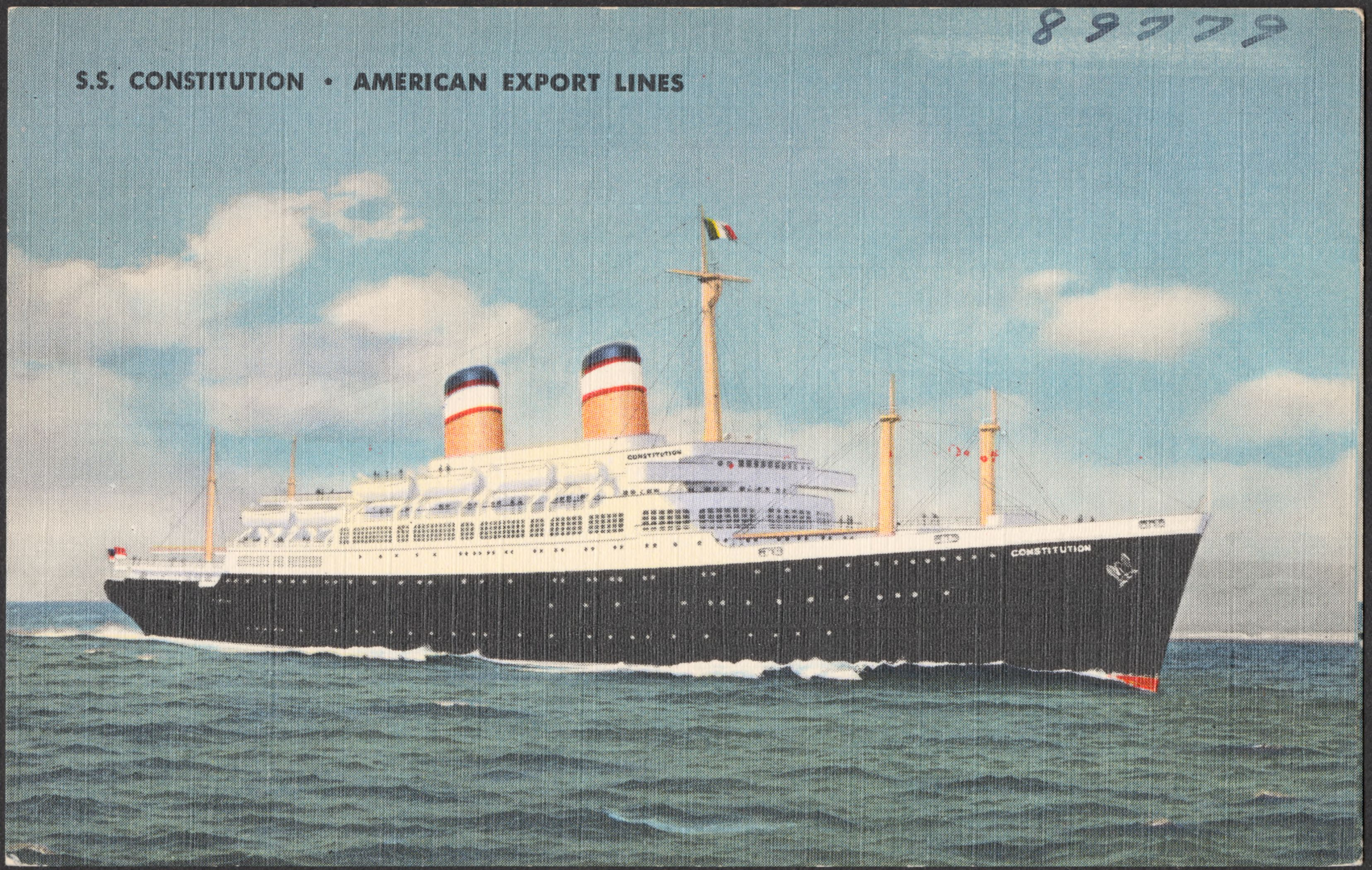
Dibujo del Constitution navegando en los años 1950.

Después de su servicio para las rutas de cruceros "Sunlane" de la American Export en la década de 1950 y 1960, los dos barcos navegaron para American Hawaii Cruises durante muchos años en la década de 1980 y 1990; como barcos de Estados Unidos con tripulaciones estadounidenses en cumplimiento de los criterios de la ley Passenger Services Act, podía realizar cruceros por las islas sin navegar a puerto extranjero.
El SS Constitution fue retirado en 1995; mientras era remolcado para ser desguazado, el transatlántico se hundió al norte de las islas de Hawái, el 17 de noviembre de 1997; a 700 millas náuticas (1296,4 km).

## En la cultura popular

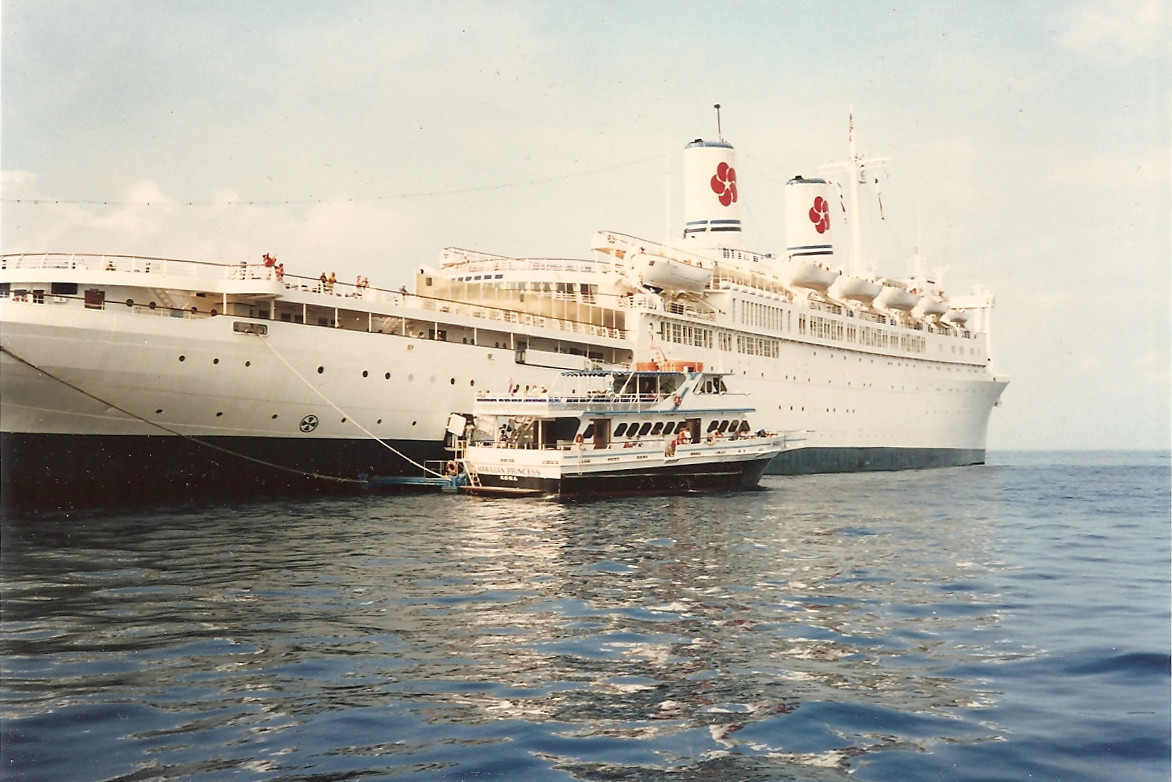
SS Constitution en Hawaii, agosto de 1986.

El SS Constitution apareció en varios episodios de la comedia I Love Lucy, protagonizada por Lucille Ball y Desi Arnaz, comenzando con el episodio 140, "Bon Voyage," emitido el 1 de diciembre de 1955. Lucy Ricardo perdió el barco y tuvo que ser transportado por el aire por helicóptero (entonces una novedad).
La actriz estadounidense Grace Kelly navegó a bordo del SS Constitution desde Nueva York a Mónaco para su boda con el príncipe Raniero en 1956.
El SS Constitution apareció también en la película de 1957 Un asunto para recordar, protagonizada por Cary Grant y Deborah Kerr. También apareció en el comienzo y el final de un episodio de la serie de televisión Ciudad desnuda, titulado "¡No mujeres desnudas delante de la casa de Giovanni!" emitido el 17 de abril de 1963. El barco también ocupó un lugar destacado en el episodio de la serie de televisión Magnum, P. I. titulado "Todos los ladrones en cubierta" emitido el 30 de enero de 1986.